# Placa australiana

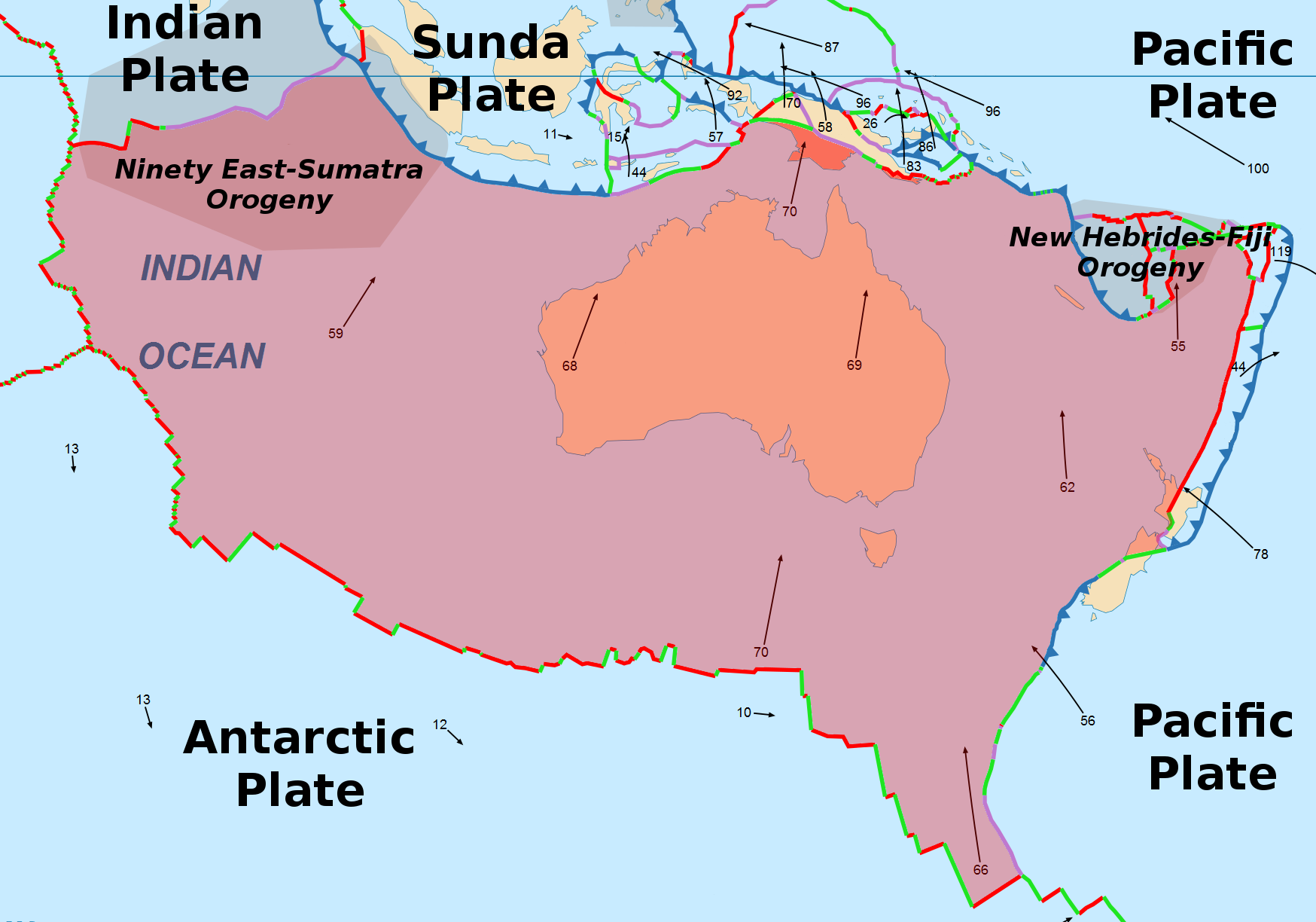
Placa Australiana

Placa Australiana é uma grande placa tectônica que abrange os hemisférios sul e oriental. Originalmente uma parte do antigo continente da Gondwana, a placa Australiana permaneceu conectada à placa Indiana e à placa Antártica até há cerca de 100 milhões de anos, quando a Índia se separou e começou a se mover para o norte. A Australiana e Antártica começaram a se separar há 85 milhões de anos e completaram o processo há cerca de 45 milhões de anos. A placa Australiana depois fundiu-se com a placa Indiana adjacente sob o Oceano Índico para formar a placa Indo-Australiana. No entanto, estudos recentes sugerem que as duas placas se separaram novamente há cerca de 3 milhões de anos. A placa australiana inclui o continente da Austrália, incluindo a ilha da Tasmânia, assim como porções da Nova Guiné, Nova Zelândia e da bacia do Oceano Índico.